# Morde & Assopra (trilha sonora)

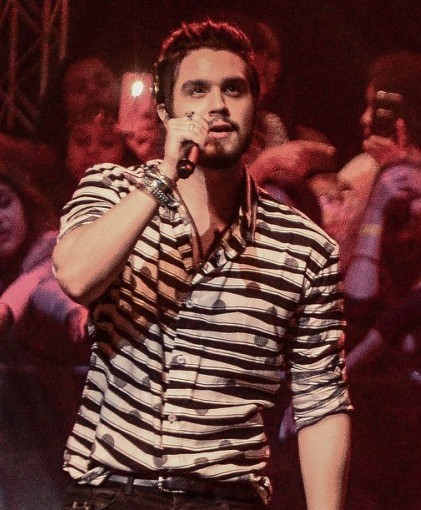
A canção "Amar Não é Pecado" do cantor brasileiro Luan Santana é usada como tema dos protagonistas da telenovela Morde & Assopra.

A seguir apresentam-se os lançamentos discográficos de Morde & Assopra, uma telenovela brasileira produzida pela rede de televisão Rede Globo e exibida no horário das 19 horas entre 21 de março à 14 de outubro de 2011 em 179 capítulos, substituindo o remake da telenovela Ti Ti Ti e sendo sucedida por Aquele Beijo. O elenco principal inclui vários atores e atrizes. Dentre estes, estão incluídos Adriana Esteves, Marcos Pasquim, Flávia Alessandra, Mateus Solano, Cássia Kiss Magro, Klebber Toledo, Vanessa Giácomo, Marina Ruy Barbosa, Ary Fontoura e Elizabeth Savalla.
Durante a sua exibição original, foram lançados dois álbuns de compilação no formato de trilha sonora. Estes são a trilha nacional e internacional, sendo que a nacional contém músicas cantadas em língua portuguesa e por cantores do país, e a internacional em língua inglesa e francesa.

## Lançamentos

### Nacional
O disco com as canções em português foi lançado no segundo trimestre de 2011 sob o formato Compact Disc (CD). Apresentando a imagem dos atores Adriana Esteves e Marcos Pasquim na capa, o álbum contém músicas muito conhecidas pelo público brasileiro, como a canção "Amar Não é Pecado" pelo cantor Luan Santana.
| Versão padrão |                                     |                                                                                                |                                      |         |  |
| N.º           | Título                              | Compositor(es)                                                                                 | Personagem                           | Duração |  |
| 1.            | "Olha (Ao Vivo)"                    | Roberto Carlos, Erasmo Carlos                                                                  | Ícaro e Naomi                        | 4:16    |  |
| 2.            | "Não Precisa"                       | Victor Chaves                                                                                  | Marcos e Natália; Cristiano e Abelha | 3:37    |  |
| 3.            | "Muito Estranho (Cuida Bem de Mim)" | Cláudio Rabello, Dalto                                                                         | Plínio e Hortência; Cristiano        | 3:12    |  |
| 4.            | "Amar Não é Pecado"                 | Fred, Gustavo, Marco Aurélio, Márcia Araújo                                                    | Júlia e Abner                        | 3:35    |  |
| 5.            | "As Palavras"                       | Vanessa da Mata                                                                                | Padre Francisco e Melissa            | 4:21    |  |
| 6.            | "Ovo de Codorna"                    | Severino Ramos                                                                                 | Ísaias e Minerva                     | 2:13    |  |
| 7.            | "Esquinas"                          | Djavan                                                                                         | Márcia                               | 4:45    |  |
| 8.            | "Do Lado de Cá"                     | Fabricio Gambogi, Gisele de Santi                                                              | Wilson e Keiko                       | 3:02    |  |
| 9.            | "Tudo tem um Porquê"                | Eduardo Alves da Costa, Ricardo Alves da Costa, Rodrigo Paes de Castro, Ronaldo Paes de Castro | Lavínia e Fernando                   | 3:05    |  |
| 10.           | "Barato Bom"                        | Tony Costa, Lan Lan                                                                            | Guilherme e Alice                    | 3:12    |  |
| 11.           | "Chora, me liga"                    | Euler Coelho                                                                                   | Sargento Xavier e Maria João         | 4:17    |  |
| 12.           | "Feminino Frágil"                   | E. Carlos, Sílvia Machete                                                                      | Guilherme e Márcia                   | 3:51    |  |
| 13.           | "Coração (Corazón)"                 | David Martin, Daniel Garcia                                                                    |                                      | 4:15    |  |
| 14.           | "Mambo N.º5"                        | Perez Prado                                                                                    | Élcio/Elaine                         | 2:13    |  |
| 15.           | "Aroma que Inebria"                 | Yassir Chediak, Roberta Sater                                                                  | Núcleo da fazenda de Abner           | 3:48    |  |
| 16.           | "Morde e Assopra" (instrumental)    | Paulo Castanheira                                                                              | Abertura                             | 2:58    |  |

### Internacional
O disco com as canções internacionais foi lançado em Agosto de 2011, apresentando a atriz Flávia Alessandra na capa, caracterizada como a versão robótica da personagem Naomi.
| Versão padrão |                                          | |                         |         |  |
| N.º           | Título                                   | Compositor(es) | Personagem              | Duração |  |
| 1.            | "Rolling in the Deep"                    | Paul Epworth, Adele Adkins                                                                                          | Celeste                 | 3:48    |  |
| 2.            | "You & Me"                               | Dave Matthews | tema geral              | 4:17    |  |
| 3.            | "Deeper"                                 | Nova Joy Page | Abner e Naomi           |         |  |
| 4.            | "My Love"                                | Linda McCartney, Paul McCartney                                                                                     | Júlia                   | 3:15    |  |
| 5.            | "Somewhere Over the Rainbow"             | E. Y. Harburg, Harold Arlen                                                                                         | Tema geral              | 4:37    |  |
| 6.            | "Moving"                                 | Skratch Komando, Jules Bikôkô, Wicho Rodríguez, Sandro Lustosa, J.A. Mato, Paul de Swardt, Rey Ul, Daniel Carbonell | Locação: Spa de Augusta | 5:25    |  |
| 7.            | "Rabiosa"                                | Shakira Rippol, Armando Pérez, Edward Pou                                                                           | Áureo                   | 2:51    |  |
| 8.            | "You and Me"                             | Rosa Isfeld, Einar Tonsberg                                                                                         | Alice                   | 3:50    |  |
| 9.            | "Endlessly"                              | Aimee Duffy, Albert Hammond                                                                                         | Alice e Guilherme       | 2:58    |  |
| 10.           | "Take a Picture of the Sun"              | James Roden, Ive League                                                                                             |                         |         |  |
| 11.           | "Unrevealed Love"                        | Kelpo Girls | Tema romântico geral    | 4:35    |  |
| 12.           | "She"                                    | Charles Aznavour, Herbert Kretzmer                                                                                  | Ícaro, Naomi e Leandro  |         |  |
| 13.           | "La Gloria"                              | Eduardo Makaroff, Christoph Muller, Philippe Cohen                                                                  | Salomé                  |         |  |
| 14.           | "Comptine d'un Autre été" (instrumental) | Yann Tiersen | Naomi                   |         |  |